# Samnitske vojne
Prva, druga in tretja samnitska vojna so bile vojne med zgodnjo Rimsko republiko, ki se je borila za oblast v Italiji, in plemeni v Samniju v srednji Italiji. Trajale so več kot pol stoletja in se končale s porazom Samnitov. Samniti so obvladovali Apenine jugovzhodno od Lacija in so bili eni od najmočnejših nasprotnikov zgodnje Rimske republike. 

## Ozadje
Samnitski gorjani so si več stoletij prizadevali, da bi si na silo utrli pot do ravnin med Apenini  in sredozemsko obalo. Etruščani in Latinci so jim to vedno uspešno preprečili, zato se niso širili proti Laciju, ampak proti vzhodu in jugovzhodu. V Kampaniji so se  navadili na bolj udobno življenje in postali manj bojeviti in zato slabše pripravljeni na vojno kot njihovi hribovski sorodniki. Sredi 4. stoletja pr. n. št. so svoje civilizirane predhodnike v Kampaniji preplavili Samniti z Apeninov. Dlje proti vzhodu in jugu so Lukanci in Bruti pritiskali na grške kolonije v Veliki Grčiji. Vse so zanimali predvsem pašniki za njihovo živino, ki so bili že zasedeni. Grški kolonisti so na pomoč poklicali Epir, Kampanjci pa Rim, ki je njihovi prošnji ustregel. 
Diodor in Livij poročata, da so Rim in Samniti leta 354 pr. n. št. sklenili mirovno pogodbo, mirovnih pogojev pa ne navajata. Sodobni zgodovinarji domnevajo, da so za mejo med svojima interesnima sferama določili reko Liris.

## Prva samnitska vojna (343-341 pr. n. št.)
Edini ohranjeni vir, ki opisuje celoten potek prve samnitskeo vojno, je Livij. Dve zmagi iz tega obdobja sta tudi na seznamu rimskih zmag  Fasti Triumphales, objavljenem okoli leta 12 pr. n št.. Nekatere dogodke, ki jih opisuje Livij, opisujejo tudi drugi avtorji.

### Izbruh

#### Livijev opis dogodkov
Po Liviju se prva samnitska vojna ni začela zaradi neposredne sovražnosti med Rimom in Samniti, ampak zaradi drugih dogodkov. Vojno je sprožil neizzvan napad Samnitov na Sidicine, pleme v severni Kampaniji s središčem v Teanu Sidicinu. Ker se jim Sidicini sami niso mogli upreti, so za pomoč zaprosili Kampanjce.
Kampanjsko ligo je vodila mestna  država Kapua, ki je bila zaradi bogastva Kampanije najbolj razkošno mesto antične Italije. Sidicini so, tako kot Samniti, govorili oksijski jezik. Livij piše, da so bojeviti Samniti na sadicinskem ozemlju premagali Kampanjce in nato obrnili svojo pozornost proti Kampaniji. Najprej so zasedli hribovje Tifata nad Kapuo in se nato spustili v dolino med hribi in Kapuo. Tam so še drugič porazili Kampanjce in jih pregnali za obzidje Kapue. Drugi poraz je prisilil Kampanjce, da so zaprosili za pomoč Rimljane.
V Rimu so kampanjskim ambasadorjem dovolili vstop v senat, kjer so v svojem govoru predlagali zavezništvo med Rimom in Kapuo. Omenili so, da bi njihovo veliko bogastvo koristilo Rimu, in poudarili, da mirovna pogodba s Samniti Rima ne zavezuje, da ne bi mogli skleniti pogodbe tudi s Kampanjci. Rim so opozorili, da bodo brez njihove pomoči Kampanijo osvojili Samniti, Kampanjci pa bodo morali v tem primeru podpreti Samnite, namesto da bi podprli Rimljane. Po razpravi o njihovem predlogu je senat sklenil, da pogodbe s Samniti ne more razdreti in je njihov predlog zavrnil. Ko so ambasadorji izvedeli za njihov sklep, so skladno z navodili Kampanijo in Kapuo brezpogojno predali Rimljanom. Senatorji so po njihovi brezpogojni vdaji sklenili, da morajo Kampanijo in Kapuo kot svojo posest braniti pred napadi Samnitov.
K Samnitom so poslali odposlance, ki so jih seznanili s sklepi senata in zahtevali, da v skladu z mirovno pogodbo ne napadajo ozemelj, ki so postala rimska posest. V imenu senata in rimskega ljudstva so samnitski Državni zbor uradno opozorili, da sta Kampanija in Kapua odslej rimski. Odposlanci so dobili brezkompromisen odgovor, da se Samniti ne bodo vojskovali samo proti Kapui, ampak da bo njihova vojska napadla in opustošila tudi Kampanijo. Ko so novice prišle do Rima, so Rimljani v Samnij poslali svoje feciale z zahtevo, da obnovijo mirovno pogodbo. Ko so Samniti njihovo zahtevo zavrnili, jim je Rim uradno napovedal vojno.

#### Sodobni pogledi
Točnost Livijevih spisov je za sodobne zgodovinarje sporna. Pripravljeni so sprejeti, da je njegova poenostavljena pripoved o tem, kako je prišlo do vojne med Sidicini, Kampanjci in Samniti, vsaj v obrisih zgodovinsko točna. Motiv za vdor Samnitov bi lahko bila sidicinska trdnjava Teanum, ki je nadzirala za regijo pomembno prometno križišče.
Livij zatem piše, da bi se prva samnitska vojna lahko začela po naključju. Sidicini so živeli na samnitski strani mejne reke Liris. Glede na to, da se je rimsko-samnitska mirovna pogodba nanašala samo na srednji tok reke Liris in ne tudi na spodnjega, Rimljani verjetno niso bili pretirano zaskrbljeni nad usodo Sidicinov. Samniti so se z njimi lahko vojskovali brez strahu, da bi se v vojno vmešali Rimljani. Edini nepredvidljivi nasprotnik so bili Kampanjci, ki bi jih spodbudili Rimljani.
Mnogo zgodovinarjev s težavo sprejema zgodovinskost obiska kampanjske delegacije v Rimu, zlasti zato, ker Livij pravilno opisuje, da so se Kampanjci brezpogojno vdali Rimu. Zavezništvo Kapue in Rima leta 343 pr. n. št. je manj sporno, ker takšen odnos potrjuje cela prva samnitska vojna.  
Zgodovinarji so ugotovili podobnosti med dogodki, ki so pripeljali do prve samnite vojne in dogodki, ki so, po Tukididu, povzročili peloponeško vojno, vendar obstajajo tudi razlike.

### Tri rimske zmage
Po Liviju sta odšla na pohod proti Samnitom oba rimska konzula za leto 343 pr. n. št.. Mark Valerij Korv je s svojo vojsko odmarširal v Kampanijo, Avl Kornelij Kos pa v Samnij in se utaboril v Satikuli na meji Kampanije. Rimljani so zmagali v treh bitkah s Samniti. V prvi je po celodnevnem trdem boju pri Kumi na Flegrejskih poljih zmagal Valerij.  Druga bitka, v kateri so Samniti poskušali zvabiti konzula Kornelija Kosa in njegovo vojsko v past na gorskem prelazu, se je skoraj končala s katastrofalnim porazom Rimljanov. Rimljane je rešil Publij Decij Mus, eden od Kornelijevih vojaških tribunov, ki je z manjšim oddelkom vojakov poskušal osvojiti vrh hriba, s čimer je odvrnil pozornost  Samnitov in omogočil rimski vojski beg iz pasti. Rimljani so se ponoči umaknili na varno in naslednje jutro nepričakovano napadli Samnite in jih premagali. Samniti se kljub temu niso vdali. Zbrali so vse svoje sile in začeli oblegati Suesulo na vzhodnem robu Kampanije. Mark Valerij je za seboj pustil pratež in s pospešenim maršem odšel proti Suesuli. Samniti so se medtem zaradi pomanjkanja zalog in podcenjevanja Rimljanov razpršili in iskali hrano. Valerij je izkoristil priložnost in najprej napadel slabo branjen tabor in zatem razgnal iskalce hrane. 
Rimski uspehi so prepričali Falerijce, da so svojo pogodbo o štiridesetletnem premirju z Rimljani spremenili v trajno, Latinci pa so opustili načrte za vojno proti Rimu in krenili na vojni pohod proti Pelignom.  Prijateljska mestna država Kartagina je v Rim poslala delegacijo s čestitkami za zmage in 25 liber težko  krono za Jupitrov tempelj. Oba konzula  sta slavila zmago nad Samniti: Valerij 21., Kornelij pa 22. septembra 343 pr. n. št..
Sodobni zgodovinarji dvomijo v zgodovinsko točnost Livijevih opisov treh bitk. Ker so njegovi  opisi iz tega obdobja večinoma svobodne rekonstrukcije njegovih virov, ni nobenega razloga, da bi bili ti opisi drugačni. Število ubitih Samnitov in količina plena so očitno pretirani. Zgodovinarji opozarjajo tudi na številne podobnosti med zgodbo Publija Decija Musa in dogodkom, ki naj bi se zgodil na Siciliji med prvo punsko vojno leta 258 pr. n. št..
Salmon (1967) je odkril tudi več drugih podobnosti med pohodom leta 343 pr. n. št. in kasnejšimi dogodki, zato méni, da gre za podvajanje. Prva in druga samnitska vojna se začenjata s Kornelijevim pohodom na Samnij, način, kako so se Rimljani ujeli v past, pa  je podoben slavni katastrofi v Kavdinski soteski leta 321 pr. n. št.. Sam pohod je podoben pohodu Publija Kornelija Arvina leta 306 pr. n. št. in Publija Decija Musa, sina heroja iz Satikule, leta 297 pr. n. št..  Salmon tudi méni,  da bi obe zmagi Valerija Korva lahko bili podvajanji rimskih operacij proti Hanibalu na istem ozemlju leta 215 pr. n. št.. Rimske uspehe po drugi strani podpira Fasti Triumphales. Po Salomonovih rekonstrukcijah se je v resnici zgodila samo bitka na obrobju Kapue leta 343 pr. n. št., ki so je končala s tesno rimsko zmago.
Oakley (1998) zavrača njegove trditve o podvajanju in se nagiba k trditvi, da so bile tri bitke. Samniti bi lahko do prihoda Rimljanov osvojili obsežno ozemlje v Kampaniji. Dve rimski zmagi bi lahko bili izid samnitskih napadov na Kapuo in Kumo, samnitska zaseda pa naj bi odražala gorat teren, na katerem se je vojna dogajala. Decijeva zgodba, kakršna se je ohranila, se je zgledovala po zgodbi vojaškega tribuna leta 258 pr. n. št., čeprav  bi Decij leta 343 pr. n. št. v resnici lahko opravil junaško dejanje, ki je kasneje postalo zgled za polepšano zgodbo.
Forsythe (2005) méni, da je epizoda s Kornelijem Kosom in Decijem Musom izmišljena, deloma zato, da bi omogočila Decijevo imenovanje za konzula za leto 340 pr. n. št.. Decij je pred tem morda res opravil nekaj junaških dejanj, ki so ga kot prvega v njegovi družini privedla do položaja konzula, vendar se podrobnosti o njih niso ohranile. Kasnejši letopisci so namesto tega združili katastrofo v Kavdinski soteski in zgodbo vojaškega tribuna v povsem izmišljeno zgodbo, ki jo je kasneje povzel Livij.  Zgodbi se razlikujeta po tem, da so v izvirni zgodbi Rimljani doživeli poraz in smrt, v drugi zgodbi pa noben Decijev vojak ni bil ubit in Rimljani so slavili veliko zmago.

### Konec vojne
O bojih v letu 342 pr. n. št. viri ne poročajo in se namesto tega osredotočajo na upor dela vojaštva. Po najpogostejši različici nadaljevanja vojne so Kampanjci zaprosili Rim za vojaške garnizije, ki bi jih čez zimo ščitile pred Samniti. Razkošno življenje Kampanjcev je rimske vojake tako premamilo, da so sklenili sami prevzeti oblast v Kampaniji. Načrt sta še pred izvedbo odkrila konzula za leto 342 pr. n. št. Kvint Servil Ahaja in Gaj Marcij Rutil. Zarotniki so v strahu pred kaznijo ustanovili svojo vojsko in krenili proti  Rimu.  Marku Valeriju Korvu, imenovanemu za diktatorja do rešitve krize,  je uspelo prepričati upornike, da brez prelivanja krvi odložijo orožje, in uvesti vrsto gospodarskih, vojaških in političnih reform za reševanje njihovih težav.
Zgodovina upora je med sodobnimi zgodovinarji sporna. Célo pripoved so si morda izmislili zato, da bi pripravili osnovo za pomembne reforme, ki so jih uvedli v tistem letu. Reforme so vključevale tudi tako imenovane Genucijeve zakone (Leges Genuciae), ki so določali, da nihče ne more biti izvoljen na isti položaj v manj kot deset letih. Iz seznama konzulov, če odštejemo obdobja kriz, je razvidno, da so zakone tudi izvajali. Izvajali so tudi pravilo, da mora biti eden od konzulov plebejec.
Livij piše, da je leta 341 pr. n. št. eden od rimskih vojaških tribunov, Lucij Emilij Mamerk, vkorakal na samnitsko ozemlje, vendar ni naletel na noben odpor.  Začel je pleniti, dokler ga niso samnitski odposlanci zaprosili za mir.  Samnitski odposlanci so med predstavitvijo svojih zahtev v rimskem senatu poudarili svojo  nekdanjo pogodbo z Rimljani, ki so jo, v nasprotju s Kampanjci, sklenili v obdobju miru. Poudarili so tudi, da nameravajo v vojno proti Sidicinom, ki niso rimski zavezniki. Pretor Tiberij Emilij jim je v imenu senata odgovoril, da je Rim pripravljen obnoviti nekdanjo pogodbo in jim poleg tega obljubil, da se Rim ne bo vmešaval v vojno ali mir med Samniti in Sidicini in da se bo rimska vojska umaknila iz Samnija.
Posledice Emilijeve invazije  v Samnij bi lahko bile pretirane. Mogoče je tudi, da so si ga v celoti izmislili kasnejši pisci, da bi konec vojne prikazali za Rim primerno zmagoslavno. Na skope omembe pretorjev v virih za 4. stoletje pr. n. št. se na splošno gleda kot na verodostojne, zato je mogoče, da je bil Emilij resnično vpleten v mirovna pogajanja s Samniti. Prva samnitska vojna se je torej končala z mirovnimi pogajanji, v katerih nobena stran ni prevladala. Rimljani so morali sprejeti, da Sidicini spadajo na interesno področje Samnitov, velika pridobitev zanje pa je bilo zavezništvo s Kampanjci. Bogastvo Kampanije in njeni vojaki so za Rimsko republiko pomenili veliko okrepitev.

### Zgodovinskost vojne
Zaradi številnih težav z Livijevimi zapisi in dejstva, da je Diodor sploh ne omenja, nekateri zgodovinarji menijo, da vojne sploh ni bilo, novejši zgodovinarji pa so sprejeli samo njeno osnovno zgodovinskost. Noben rimski zgodovinar si ne bi izmislil takšnega niza dogodkov, neprijetnih za Rim. Livija je očitno zbegala pot, ki je rimske zaveznike Samnite privedla med njihove nasprotnike. Prav tako je malo verjetno, da so imeli Rimljani po letu 341 pr. n. št. v Kampaniji tako prevladujoč položaj brez odpora Samnitov. Glede na to, da Diodor zanemarja tudi številne druge dogodke v zgodnji rimski zgodovini, na primer prva leta druge samnitske vojne, njegovo neomenjanje prve samnitske vojne ne more biti dokaz, da je ni bilo.

## Druga ali velika samnitska vojna (326-304 pr. n. št.)
Ko so si Rimljani opomogli od prve samnitske vojne, so začeli razmišljati o novi vojni in začeli v Samniju ustanavljati svoje kolonije. Samniti jim sprva niso napovedali vojne, ampak so namesto tega zasedli Neapolis. Z Neapeljčani so sklenili pogodbo, da jim bodo pomagali pri širjenju ozemlja v notranjost celine in v ta namen v mestu namestili vojaško posadko. Mestna aristokracija se je počutila ogroženo in leta 327 pr. n. št. je izbruhnila vojna med Samniti s hribov in Samniti s kampanjskih ravnic. Slednji so poklicali na pomoč Rimljane, kar je sprožilo drugo samnitsko vojno, ki je trajala več kot dvajset let.
Rimljani so se že na začetku vojne soočili s Samniti ob srednjem toku reke Liris in v prvi polovici vojne utrpeli več hudih porazov. V drugi polovici vojne so si opomogli in se reorganizirali  in nazadnje zmagali.
Leta 321 pr. n. št. so Samniti zaradi rimskih vojaških uspehov zaprosili za mir. Ker so bili mirovni pogoji preostri, so jih zavrnili in vojna se je nadaljevala.
V istem letu sta oba konzula, Tit Veturij Kalvin in Spirij Postumij Albin, z vojsko vdrla v Samnij in se ujela v past na gorskem prelazu, znanem kot Kavdinski prevoj, s katerega nista mogla ne naprej ne nazaj. Zavedala sta se, da bi bila v spopadu njuna vojska popolnoma uničena, zato sta sprejela ponižujoče mirovne pogoje, ki jih je postavil  samnitski poveljnik  Gaj Poncij. Vojaki so morali odložiti orožje in v jarmih osramočeno zapustiti bojišče. Jarmi so bili narejeni iz njihovih kopij, kar je pomenilo dodatno ponižanje, saj je izguba kopja za rimskega vojaka pomenila največjo sramoto. 
Šeststo konjenikov sta morala predati za talce in se zavezati za petletno premirje z zelo ugodnimi pogoji za Samnite. Rimski zgodovinarji so kasneje poskušali ponižanje zanikati in si izmišljali zgodbe o rimski zavrnitvi miru in maščevanju Samnitom.
Vojna je za pet let zastala. Rim je čakal na iztek pogodbe in z večjim novačenjem krepil svojo vojsko. 
Leta 320 in 319 pr. n. št. so se Rimljani vrnili, da bi se Samnitom maščevali za ponižanje, in jih porazili. Livij je rimsko zmago opisal kot eno od največjih v rimski zgodovini. Leta 315 pr. n. št. so Rimljani po ponovnem izbruhu sovražnosti doživeli katastrofalen poraz v bitki pri Lavtuli.
Izgleda, da se je vojna po letu 314 pr. n. št. umirila in nekaj samnitskih mest je z Rimom sklenilo mir. Ponoven zagon je dobila leta 311 pr. n. št., ko so se Samnitom po približno štirideset let trajajočem miru pridružila etruščanska mesta. 
Rimljani so po prvem šoku nenehno premagovali oba nasprotnika in vojna se je sprevrgla v tekmovanje za prevlado nad velikim delom Italije. Od leta 311 do 304 pr. n. št. so Rimljani in njihovi zavezniki izbojevali niz zmag proti Etruščanom (leta 310 pr. n. št. v Perusii) in Samnitom. Leta 308 pr. n. št. so Etruščani zaprosili za mir in ga dobili pod zelo ostrimi pogoji. Leta 304 pr. n. št. so mir sklenili tudi Samniti. Mirovni pogoji so bili tudi zanje verjetno ostri, vendar ne usodni. Mir je trajal do leta 298 pr. n. št..
Antični viri navajajo, da je Rim sprva uporabljal hoplitsko taktiko, ki so si jo je sposodili od Etruščanov, in je temeljila na falangi.  Kasneje so od Samnitov privzeli manipelski sistem vojskovanja, ki se je očitno izkazal kot bolj uspešen. Manipelska formacija je bila podobna šahovnici, na kateri so bili med kvadrati vojakov prazni kvadratni prostori. Takšna formacija je bila na razgibanem terenu mnogo bolj gibljiva in se je ohranila do Marijevih reform leta 107 pr. n. št..
V tem obdobju je Rim ustanovil skromno vojno mornarico, zgradil svoje prve vojaške ceste (Via Appia iz Rima v Kapuo se je začela graditi leta 312 pr. n. št., Via Valeria iz Rima proti severovzhodu pa leta 306 pr. n. št.) in iz leta v leto povečeval število nabornikov, kar je razvidno iz povečanja števila izvoljenih vojaških tribunov s šest na šestnajst. 
V obdobju 334-295 pr. n. št. je Rim na samnitskem ozemlju ustanovil trinajst kolonij in na priključenem ozemlju ustvaril šest novih rustikalnih plemen. V zadnjih letih vojne so Rimljani razširili svojo oblast tudi na severno Etrurijo in Umbrijo. Uspešni rimski vojni pohodi so več mest prisilili v zavezništvo z Rimom.

## Tretja samnitska vojna (298-290 pr. n. št.)
Rimljani so v medvojnih letih še naprej širili svojo oblast v srednji Italiji. Leta 304 pr. n. št. so na kratkem vojnem pohodu zdrobili Ekve. Sosednja abruška plemena (Marsi, Peligni, Marukini in Frentani) so še isto leto sklenila stalno zavezništvo z Rimom. Vestini so enako zavezništvo sklenili leta 302 pr. n. št.. Rim je nove pridobitve utrdil z ustanovitvijo kolonij Sora, Alba Fucens in Karseoli. Sovražnosti z Etruščani so se ponovno začele leta 302 pr. n. št.. Rimljani so leta 299 pr. n. št. zasedli umbrijsko mesto Nekvinum, tako da so se na začetku tretje samnitske vojne leta 298 pr. n. št. ponovno vojskovali na več frontah. 
Tretja samnitska vojna je bila prvi poskus italskih plemen, da bi se skupaj uprla rimski nadoblasti. Samnitom so se pridružili Etruščani in Umbri in na severu Galci.
Rimljani so za leto 298 pr. n. št. izvolili konzula Lucija Kornelija Scipiona Barbata in Gneja Fulvija Maksima Centumala. Sarkofag prvega se je ohranil. Na njem je napis, da je »osvojil Tavrazijo in Cizavno v Samniju, podjarmil celo Lukanijo in osvobodil talce«. Napis ne navaja, kdaj se je to zgodilo, zelo verjetno pa med njegovim konzulstvom, ko je bil na višku svoje politične kariere. Datiranje napisa je sporno, ker se ocene gibljejo od srednje tretjine 3. stoletja pr. n. št. do zgodnjega 2. stoletja pr. n. št.. Četudi je pravilen najmlajši datum, je napis še vedno najstarejše ohranjeno pričevanje o samnitskih vojnah, medtem ko za najstarejšega ni nobenih zagotovil, da ni izkrivljen.
Po Liviju in Dioniziju iz Halikarnasa je vojno sprožil napad Samnitov na Lukane. Ker se jim Lukani niso mogli upreti, so v Rim poslali odposlance in talce in zaprosili za zavezništvo. Rimljani so se odločili, da jim ustrežejo, in k Samitom poslali svoje feciale z zahtevo, da so umaknejo iz Lukanije. Samniti so zahtevo zavrnili in vojna se je začela. Po Dionizijevem mnenju je bil pravi vzrok za začetek vojne strah Rimljanov  pred močjo, ki bi jo Samniti dobili s podjarmljenjem Lukanov. Rim je morda tudi premišljeno iskal novo vojno s Samniti s sklepanjem zavezništev s svojimi sovražniki.
Livij piše, da sta si konzula Scipion in Fulvij razdelila vojaško poveljstvo: Scipion je prevzel Etrurijo, Fulvij pa Samnij. Scipion je s svojo vojsko odšel proti Volateri, kjer se je neuspešno spopadel z Etruščani in se nato umaknil v Faleri, kjer se je utaboril in začel pleniti etruščansko podeželje. Fulvij je medtem zmagal v bitkah s Samiti v Bovianu in kasneje v Avfideni. Zmagi je proslavil s triumfom. Že omenjeni Scipionov nagrobni napis pravi, da se je vojskoval Samniti, vendar ne v Bovianu in Avfideni, ampak v Tavraziji in Cizavni. Tavrazija je bila zelo verjetno v dolini reke Tamarro, lokacija Cisavne pa ni znana. Dogajanja še bolj zapletejo Fasti Capitolini, po katerih je Fulvij slavil zmage tako proti Samnitom kot proti Etruščanom. 
Zaradi teh nasprotij je nemogoče natančno uskladiti razpoložljive vire. Sodobni zgodovinarji dajejo prednost Scipionovemu nagrobnemu napisu kot najstarejšemu razpoložljivemu viru. Razen tega je Livijeva pripoved problematična, še posebej zavzetje Boviana v prvem letu vojne. Zgodovinarji so v preteklih letih predlagali več različnih alternativnih scenarijev, v katerih sta eden ali oba konzula vodila kampanjo proti Samnitom in Etruščanom. S trenutno razpoložljivimi dokazi noben scenarij ni dal dokončnega zaključka.
Rimljani so za leto 297 pr. n. št. izvolili konzula Kvinta Fabija Maksima Rulijana in Publija Decija Musa. Oba sta spadala med najbolj izkušene rimskimi generale. Po Liviju so volitve za leto 297 pr. n. št. potekale v senci govoric, da so Etruščani in Samniti zbrali ogromni vojski in da Etruščani obtožujejo svoje voditelje, ker niso sklenili zavezništva z Galci. Rimljani so se zato obrnili na Rulijana, ki je svojo izvolitev pogojeval z izvolitvijo Publija Decija za njegovega kolega. Livijevega pisanja o govoricah se z razpoložljivimi podatki ne da niti potrditi niti ovreči.
Za dogodke v letu 297 pr. n. št. je edini vir Livij, ki piše, da so v Rim prišli odposlanci Sutrija, Nepeta in Falere z novicami, da so jih Etruščani snubili za sklenitev miru. Oba konzula sta na osnovi teh novic odšla na pohod proti Samnitom: Fabij preko Sore, Decij pa preko ozemlja Sidicinov. Samnitska vojska je bila skrita v dolini pri Tafernu, vendar so jo Rimljani odkrili in porazili. Decij se je medtem utaboril v Maleventu, kjer je porazil apulijsko vojsko in nato vkorakav v Samnij.  Oba konzula sta nato pet mesecev pustošila po Samniju. Fabij je osvojil Cimetro, katere lokacija ni znana. Livij trdi, da v tem letu ni bilo večjih težav, česar razpoložljivi vzporedni viri ne potrjujejo. Fabijeva pot preko Sore v Tifernum je zapletena, vendar ne nepremagljiva. Pojava apulijske vojske v Maleventu je presenetljiva, saj po sklenitvi miru leta 312 pr. n. št. nihče ni omenjal sovražnosti med Apulijo in Rimom. Apulci so bili glede zavezništva z Rimom morda razdeljeni ali pa jih je izzval  Scipionov vojni pohod v preteklem letu. Decijev pohod se je zgledoval po vzorcih preteklega rimskega vojskovanja v jugovzhodni Italiji. Njegova vojska je morda prezimila v Apuliji. V tistem letu noben konzul ni dosegel kakšne pomembne zmage ali prodrl globoko v Samnij, ker ni dokumentiran noben triumf.
Ko so Rimljani spoznali, da so se Samnitom pridružili Etruščani in Galci v severni Italiji, so se vznemirili. Do tedaj so izkoriščali prednost slabih komunikacij med sovražniki, zdaj pa so se soočili z vsemi naenkrat.  Nekaj olajšanja jim je prinesla zmaga nad Samniti na jugu, ključno zmago pa so dosegli šele leta 295 pr. n. št. v bitki pri Sentinu v Umbriji v srednji Italiji, v kateri je bilo udeleženih več vojakov kot v kateri koli prejšnji bitki v Italiji. Rimljani so se na začetku bitke umaknili pred napadom Galcev na bojnih vozovih, potem pa so se zbrali in  zmleli Samnite in Galce. Zmago so jim prinesle predvsem samodisciplina vojakov, kakovost legij in njihovo vojaško vodstvo. 
Trdovratni Samniti so se kljub porazu vojskovali do dokončnega poraza leta 291 pr. n. št., po katerem je bilo vsako upiranje brezupno. Naslednje leto so sklenili mir pod bolj ugodnimi pogoji kot bi jih dobil kakšen manj trmast nasprotnik.
Kampanijska mesta, tako italska kot grška, preko katerih se je Rim vključil v vojno, na primer Kapua, so postala rimski zavezniki z različno stopnjo neodvisnosti. V Kampaniji in na vzhodnih mejah Samnija so Rimljani ustanovili svoje vojaške kolonije.
Po veliki rimski zmagi pri Sentinu se je vojna počasi umirila in se leta 282 pr. n. št. končala. Rim je zdaj obvladoval ves Apeninski polotok razen grških mest na skrajnem jugu  in doline Pada, katero so še vedno zasedali Galci.

## Kronologija

### Prva samnitska vojna (344-341 pr. n. št.)
- 343 pr. n. št. – začetek prva samnitske vojne
- 342 pr. n. št. –  bitka pri Mons Gaurus
- 341 pr. n. št. – Rimljani prekinejo vojno s Samniti in se na njihovi strani vključijo v vojno z Latinci

### Druga ali velika samnitska vojna
- (327 pr. n. št. – zavzetje Neapolisa)
- 326 pr. n. št. – začetek druge samnitske vojne
- 321 pr. n. št. – bitka v Kavdinski soteski
- 320 pr. n. št. – samnitsko uničenje Fregele
- 315 pr. n. št. – bitka pri Lavtuli
- 314 pr. n. št. – bitka pri Teracini, rimska zmaga pod Fabijem Rulijanom
- 311 pr. n. št. – Samnitom se pridružijo Etruščani
- 310 pr. n. št. – bitka med Rimljani in Etruščani pri jezeru Vadimo
- 308 pr. n. št. – vojna se stopnjuje, ko se koaliciji proti Rimu pridružijo Umbrijci, Picentini in Marsijani
- 306 pr. n. št. – Rimu se uprejo Herniki[65]
- 305 pr. n. št. – bitka pri Bovianu, ki se konča s porazom Samnitov in koncem glavnega samnitskega odpora
- 304 pr. n. št. – poraz Ekvov
- 304 pr. n. št. – konec druge samnitske vojne; Rim ustanovi mnogo novih kolonij in vzpostavi svojo oblast nad večino srednje in  južne Italije

### Tretja samnitska vojna
- 298 pr. n. št. – začetek tretje samnitske vojne
- 298 pr. n. št. – bitka pri Volteri
- 298 pr. n. št. – Rimljani zavzamejo samnitska mesta Taurasia, Bovianum Vetus in Aufidena
- 297 pr. n. št. – konzul Fabij Maksim Rulijan porazi Samnite pri Tifernu[66]
- 295 pr. n. št. – bitka pri Senciju
- 294 pr. n. št. – samnitska zmaga v Luceriji
- 293 pr. n. št. – bitka pri Akviloniji
- 291 pr. n. št. – Rimljani z jurišem zavzamejo samnitsko mesto Venuzijo
- 290 pr. n. št. – konec tretje samnitske vojne

Glej tudi:
- Rimska ekspanzija v Italiji